# Estrada de Palha
Estrada de Palha é um filme luso-finlandês de aventura, ação e faroeste de 2012, realizado por Rodrigo Areias.

## Enredo
O filme é ambientado na década de 1900. Alberto mora longe da sua pátria, no extremo norte, há muitos anos, quando descobre a morte trágica do seu irmão por carta vinda da sua pátria portuguesa. Ele volta para vingá-lo. Ele entra cada vez mais em conflito com agentes da lei corruptos e gângsteres. Alberto agora tenta se defender contra as arbitrariedades estatais e criminais e manter a restante família unida.

## Elenco
- Vítor Correia como Alberto
- Nuno Melo como Capitão
- Inês Mariana Moitas como Noémia
- Ângelo Torres como Américo
- Adelaide Teixeira como Mãe
- Ivo Bastos como Fernandes
- Paulo Calatré como Carrapato
- Gilberto Oliveira como Senisga
- Nuno Preto como Anarquista do Vale
- Marcos Barbosa como Oficial de Justiça
- José Gonçalinho como Padre João
- Valdemar Santos como Tasqueiro
- Miguel Mocho como Anarquista do Bando
- Afonso Rodrigues como Prisioneiro Cantor
- Aslak Pieski como Aki
- Rodrigo Santos como Pastor
- Alheli Guerrero como Sr. Fernandes
- Vítor Carapeto como Pastor Larápio

## Produção
O diretor e produtor Areias também escreveu o roteiro de seu próprio filme, baseado no ensaio de Henry David Thoreau "Sobre o dever de desobedecer ao Estado".
As filmagens realizaram-se no Alentejo, na Serra da Estrela e na Lapónia. O diretor finlandês Aki Kaurismäki, que se mudou para Portugal com sua esposa em 1989, tem uma participação como ator, é o portador da importantíssima carta para Alberto. 

## Resposta da crítica
No Público, Vasco Câmara atribuiu ao filme uma classificação de uma entre cinco estrelas, Jorge Mourinha deu-lhe três de cinco, e Luís Miguel Oliveira deu-lhe dois de cinco.
Depois de ser exibido no Festival de Cinema Caminhos do Cinema Português em 2011, o filme foi apresentado numa série de salas de cinema e de concertos em Portugal, como um concerto de filme ao vivo acompanhado pelos músicos do filme, Rita Redshoes e The Legendary Tigerman, assim também em Guimarães no contexto da Capital Europeia da Cultura 2012  e no renomado Teatro São Luiz em Lisboa, entre outros.
O filme foi exibido também em vários festivais internacionais de cinema, onde ganhou vários prémios, incluindo o Festival Internacional de Cinema de Karlovy Vary e os Caminhos do Cinema Português em Coimbra.
Já em 2012, o filme foi lançado em DVD pela ZON Audiovisuais, subsidiária da ZON Multimédia. Além disso, a banda sonora original foi lançada em 2012 como um CD, em uma edição conjunta da Metropolitana e da Fnac.

## Prémios e nomeações
| Categoria                 | Depositários                           | Resultado |
| ------------------------- | -------------------------------------- | --------- |
| Melhor Ator Secundário    | Nuno Melo                              | Indicado  |
| Melhor Argumento Original | Rodrigo Areias                         | Indicado  |
| Melhor Realizador         | Rodrigo Areias                         | Indicado  |
| Melhor Guarda-roupa       | Susana Abreu                           | Indicado  |
| Melhor Montagem de Filme  | Tomás Baltazar                         | Indicado  |
| Melhor Música             | The Legendary Tigerman e Rita Redshoes | Venceu    |